# Morten Reckweg

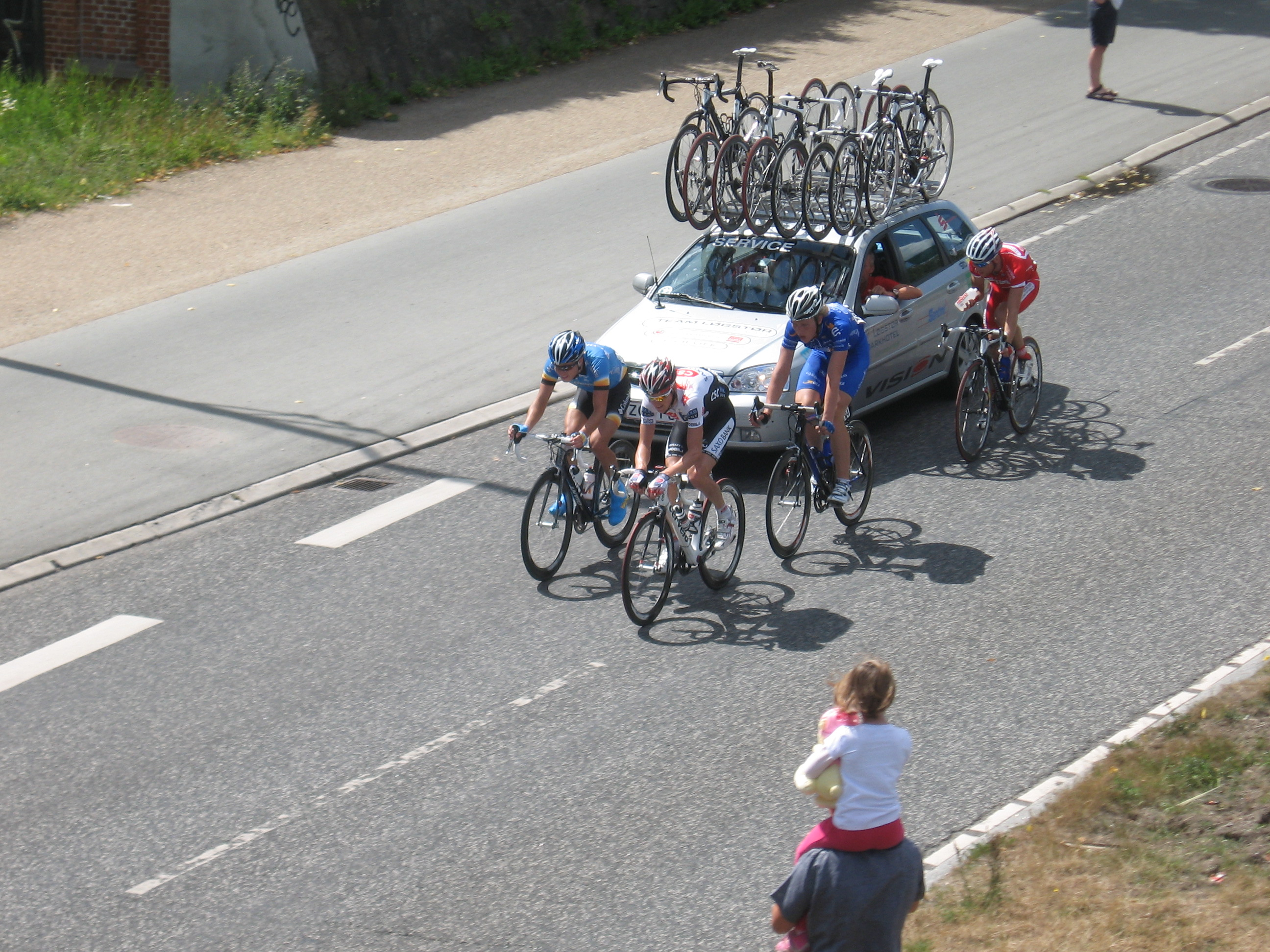
Morten Reckweg (dunkelblaues Trikot) bei der Dänemark-Rundfahrt 2008

Morten Reckweg (* 3. Oktober 1988 in Grenaa) ist ein ehemaliger dänischer Radrennfahrer.
Reckweg gewann als Juniorenfahrer 2005 jeweils eine Etappe bei Liège-La Gleize und Keizer der Juniores Koksijde. Im nächsten Jahr gewann er eine Etappe bei den Driedaagse van Axel und konnte so auch die Gesamtwertung für sich entscheiden.  Außerdem war er 2006 auf Teilstücken des Cup of Grudziadz Town President, der Tour de Lorraine und der Tour du Pays de Vaud erfolgreich. Bei den dänischen Juniorenmeisterschaften gewann er das Einzelzeitfahren und das Straßenrennen.
Im Erwachsenenbereich fuhr Reckweg 2007 und 2008 für das dänische Team GLS, mit dem er 2008 dänischer Meister im Teamzeitfahren wurde. Bei den dänischen U23-Meisterschaften wurde er außerdem 2008 Vierter im Einzelzeitfahren.

## Erfolge
2005
- eine Etappe Liège-La Gleize
- eine Etappe Keizer der Juniores

2006
- eine Etappe Cup of Grudziadz Town President
- Gesamtwertung, eine Etappe und Punktewertung Driedaagse van Axel
- eine Etappe Tour de Lorraine
- eine Etappe Tour du Pays de Vaud
- Dänischer Meister – Einzelzeitfahren (Junioren)
- Dänischer Meister – Straßenrennen (Junioren)

2008
- Dänischer Meister – Teamzeitfahren

## Teams
- 2007 Team GLS
- 2008 Team GLS-Pakke Shop